# Marianne Strengell
Marianne Strengell, född 24 maj 1909 i Helsingfors, död 9 maj 1998 i Wellfleet, Massachusetts, var en finländsk-amerikansk textilkonstnär. Hon var dotter till Gustaf Strengell.
Strengell var från verksam som lärare vid Cranbrook Academy of Art i USA, där hon ledde textilavdelningen 1942–1961. Hon komponerade också textilkonst i samarbete med framstående arkitekter och designade industritextil för bland annat Knoll International Ltd.
Strengell finns representerad i Museum of Modern Arts samlingar.